# Nacinarka
Nacinarka to przyrząd introligatorski przeznaczony do nacinania papieru. Składa się z płyty roboczej i osadzonych nad nią noży o regulowanym rozstawie. Nacinarka umożliwia nacinanie papieru samoprzylepnego i bigowanie papieru.
Nacinarki do kartonu wycinają w nim szczeliny, co pozwala przerobić go na wypełnienia zabezpieczające delikatną zawartości przesyłek.